# Cynthia Coffman
Cynthia Lynn Coffman (Saint Louis, 1962. január 19. –) amerikai nő, akit két ember meggyilkolása miatt ítéltek halálra Kaliforniában. A barátjával, James Marlow-val együtt ítélték el. Coffman beismerte a gyilkosságok elkövetését, de ragaszkodott hozzá, hogy "bántalmazott nő szindrómában" szenvedett. Halálra ítélték, jelenleg a Kaliforniai Központi Női Létesítményben várja a kivégzését. 
A Missouri állambeli St. Louis-ban született. Miután apja elhagyta családját, az anyja nevelte fel. Coffman anyja megpróbálta egy ponton eladni őt és a testvéreit. 18 éves korára Coffman férjhez ment és anyává vált, bár a házasság nem tartott sokáig. Egy barátjával Arizonába költözött, ahol találkozott Marlow-val, aki éppen szabadult a börtönből. Együtt kezdtek el használni metamfetamint, végül összeházasodtak, és erőszakos bűncselekményeket kezdtek elkövetni.
Coffman és Marlow legalább négy nőt bántalmazott szexuálisan és ölt meg 1986 októberében és novemberében Kalifornia és Arizona államban. 1986. november 14-én tartóztatták le őket, ezt követően Coffman beismerte a gyilkosságokat. Coffman ügyvédjei azt állították, hogy szerette Marlow-t, aki verte, átmosta az agyát és éheztette, s ezért nem adta fel Marlow-t a bűncselekmény-sorozat közben. A rendőrség azonban nem hitt neki, és mint kiderült, a vallomásakor több részletben hazudott, ami miatt elutasították a vádalku esélyét.
1989 júliusában kezdődött meg a tárgyalás, és 1990-ben halálra ítélték őket. Coffman volt az első nő, aki halálbüntetést kapott Kaliforniában, amióta 1977-ben visszaállították a halálbüntetést Kaliforniában. Egy újabb tárgyaláson 1992-ben újabb gyilkosságért ítélték el, amiért életfogytiglani börtönbüntetést kapott.

## Fordítás
Ez a szócikk részben vagy egészben  a   Cynthia Coffman (murderer) című angol Wikipédia-szócikk ezen változatának fordításán alapul.  Az eredeti cikk szerkesztőit annak laptörténete sorolja fel. Ez a jelzés csupán a megfogalmazás eredetét és a szerzői jogokat jelzi, nem szolgál a cikkben szereplő információk forrásmegjelöléseként.

## Kapcsolódó szócikk
- Sorozatgyilkosok listája